# NGC 220
NGC 220 (ook wel ESO 29-SC3, GC 115, Lindsay 22, Kron 18 of h 2338) is een open sterrenhoop in het sterrenbeeld Toekan. Het bevindt zich, vanuit de Aarde gezien, aan de westelijke rand van de Kleine Magelhaense Wolk en maakt deel uit van een ketting van drie open sterrenhopen (de andere twee zijn NGC 222 en NGC 231). NGC 220 werd in op 12 augustus 1834 ontdekt door de Britse astronoom John Herschel.